# Oslizák líbezný
 Oslizák líbezný (Aegle marmelos), anglicky Bael, je citrusovitý, ovocný, léčivý a posvátný strom. Roste a pěstuje se v jižní a jihovýchodní Asii. Pro svou odolnost je používán jako pionýrská dřevina.

## Výskyt
Oslizák je původní v Indii, kde roste v suchých lesích na kopcích a planinách. Naturalizovaný je v Jihovýchodní Asii, v jižním Nepálu, na Srí Lance, v Myanmě (Barmě), Pákistánu, Bangladéši, Vietnamu, Laosu, Kambodži a Thajsku. Vedle Indie a Srí Lanky se pěstuje také v Malajsii, na Filipínách, Jávě a Fidži.
Je odolný k teplotním výkyvům. V Paňdžábu, kde roste až v 1 200 m n. m., mohou teploty dosáhnout až 50 °C ve stínu v létě a -8 °C v zimě. Snáší velmi rozdílné typy půdy, těžké úrodné, chudé skalnaté nebo jílovité, nasycené vodou i suché. Toleruje velké rozmezí pH 5 - 10.

## Popis
V přírodě rostoucí stromy jsou 8 až 12, vzácně až 18 m vysoké. V sadech pěstované jsou udržovány výrazně nižší. Koruna začíná velmi nízko, někdy jen 0,5 m nad zemí. Listy jsou střídavé, řapíkaté, složené, trojčetné, vzácně pětičetné. Jednotlivé lístky jsou vejčitě kopinaté a mají jemně pilovitý okraj. V úpatí řapíků se na větévkách nachází trn.
Vonné květy jsou sestaveny do chudých, úžlabních nebo konečných vrcholíků. Jsou 3 až 5četné, kalich je zvonkovitý, vně zelenobílý. Bělavé až krémové korunní lístky odstávají. Tyčinky jsou početné, až 50, semeník svrchní, válcovitý, mnohopouzdrý, s paličkovitou bliznou. Kvete od dubna do července (Indie), plody jsou zralé za 10 až 11 měsíců, od března do června následujícího roku. K násadě květů vyžaduje delší suché období.
Plody jsou kulovité nebo oválné až hruškovité. Nezralé jsou šedavě zelené, zralé jsou žluté až hnědooranžové. U planých rostlin jsou 5 až 8 cm velké. Kultivary mají plody větší, kultivar cv. Pant Aparna má plody až 0,8 kg těžké a cv. Pant Shivani až 2 kg těžké. Mají kožovitou slupku, která se vysycháním stává velmi tvrdou. Je asi 3 mm silná. Stavba plodu je typická pro citrusovité. V kůře ve žlázkách obsahuje éterické oleje a silně voní či páchne. Plod je uvnitř rozdělen do 8 až 20 segmentů. Dužina je žlutavá až oranžová, silně vláknitá. Je sladká až nahořklá. Obsahuje 10 až 15 semen. Semena jsou v dužině uložena v obalu z rosolovitého míšku. Jsou zploštělá, oválná, asi 1 cm dlouhá. Jsou velmi hořká. Plody zrají velmi dlouho, až rok.
Druh je velmi variabilní. Je diploidní s počtem chromozomů 2n = 18.
Oslizák je hostitelským stromem pro dva druhy motýlů, otakárka citrusového Papilio demoleus[zdroj?] a Papilio polytes[zdroj?] z čeledi otakárkovitých.

## Použití
V Indii je registrováno 12 tradičních kultivarů a šlechtění nových pokračuje. Obvykle se množí semeny, neboť štěpování je málo úspěšné. Z generativního množení plynou málo standardní vlastnosti a kvalita plodů. Jeden strom nese 150 - 200 plodů ročně, rekordně až 400 plodů při celkové hmotnosti 200 až 250 kilogramů. Plané stromy nesou max. 60 kg ovoce.

### Plody
V domovině se používá i k přímé spotřebě, ale pro zvláštní zápach Evropanům nechutná. Připravují se z nich občerstvující nápoje (limonády), zavařeniny, džemy, želé a kompoty. Plody mohou být uchovány 2 týdny při 30 °C a 9 měsíců při 4 °C. Tradičně se pro skladování dužina krájí a suší. Vzniknou trvanlivé, velmi tvrdé, mírně průsvitné plátky. Používají se i jako léčebný prostředek. Z tvrdých slupek se vyrábí nádoby a tabatěrky.
Tradiční nápoj sorbet se připravuje z čerstvé dužiny nebo vylouhováním sušených plátků s přidáním mléka, cukru nebo sladké tamarindové dužiny a někdy limetkové šťávy.
Složení 100 g ovoce:
Voda 54,96 - 61,5 g
Bílkoviny 5,12 g
Tuky 0,2 až 0,39 g
Sacharidy 28,11 - 31,8 g
Popeloviny 2 g
Pektiny 2,52 g
Třísloviny 0,21 g
Karoten 55 mg
Thiamin 0,13 mg
Riboflavin 1,19 mg
Niacin 1,1 mg
Kyselina askorbová 900 mg
Kromě ovoce se v Thajsku a Indonésii listy a mladé výhonky jedí jako zelenina. Ze silic v kůře plodů i z květů se připravují voňavky.

### Léčebné užití
Plody oslizáku jsou účinný protiprůjmový prostředek. Snižují nadměrnou peristaltiku střeva a stabilizuje střevní činnost a vylučování. Dále snižuje překyselení a působí protizánětlivě na střevní sliznici a jícen. Na přelomu 19. a 20. století byly jako stavící prostředek dováženy polozralé do Anglie. V ájurvédské léčbě se používá k léčení nemocí jako je průjem, úplavice, suchost očí, zimnice, proti střevní parazitům. Také ze sušených plátků se připravuje protiprůjmový čaj. Stabilizuje střevní prostředí a tak je užíván i při chronické zácpě. Odvar z kůry a kořene používají ve Východní Indii jako posilující lék. Tamilští Sidhárci užívají drcené listy.

### Rituální užití
V hinduismu je oslizák posvátný. Trojčetné listy jsou symbolem trojzubce, který drží Šiva v pravé ruce. Plody jsou zase vtělením prsu bohyně Lakšmí. Hinduisté často pěstují oslizák u domu.
V Nepálu plod oslizáku hraje důležitou roli v rituálu Bel Baha[zdroj?]. Dodržuje se například v národě Neváru[zdroj?], kde je znám jako rituální svatba íhí, kterou podstupují dívky před pubertou. Lidé věří, že když se malá dívka vdá za boha vtěleného do oslizáku, ten ji poté bude chránit. I při smrti lidského manžela ji stále zůstává manžel oslizák. Ceremonii řídí duchovní, buddhističtí i hinduističtí.

### Lesnictví
Pro svou vysokou odolnost a toleranci k prostředí je oslizák používán jako pionýrská dřevina, zejména v Indii. Sazeničky jsou pro tento účel pěstovány v lesnických školkách.

### Okrasná rostlina
V ČR je možné oslizák pěstovat obdobně jako další citrusy. Je možné jej pěstovat jako celoroční pokojovou rostlinu, v oranžeriích, sklenících, zimních zahradách. Lze jej pěstovat jako kontejnerovou rostlinu s letním umístěním v zahradě nebo na balkoně a v zimě klidově přezimovat. Dobře snáší řez a tvarování a lze jej tvarovat do bonsai. Semena lze dostat např. v internetových obchodech.

## Galerie

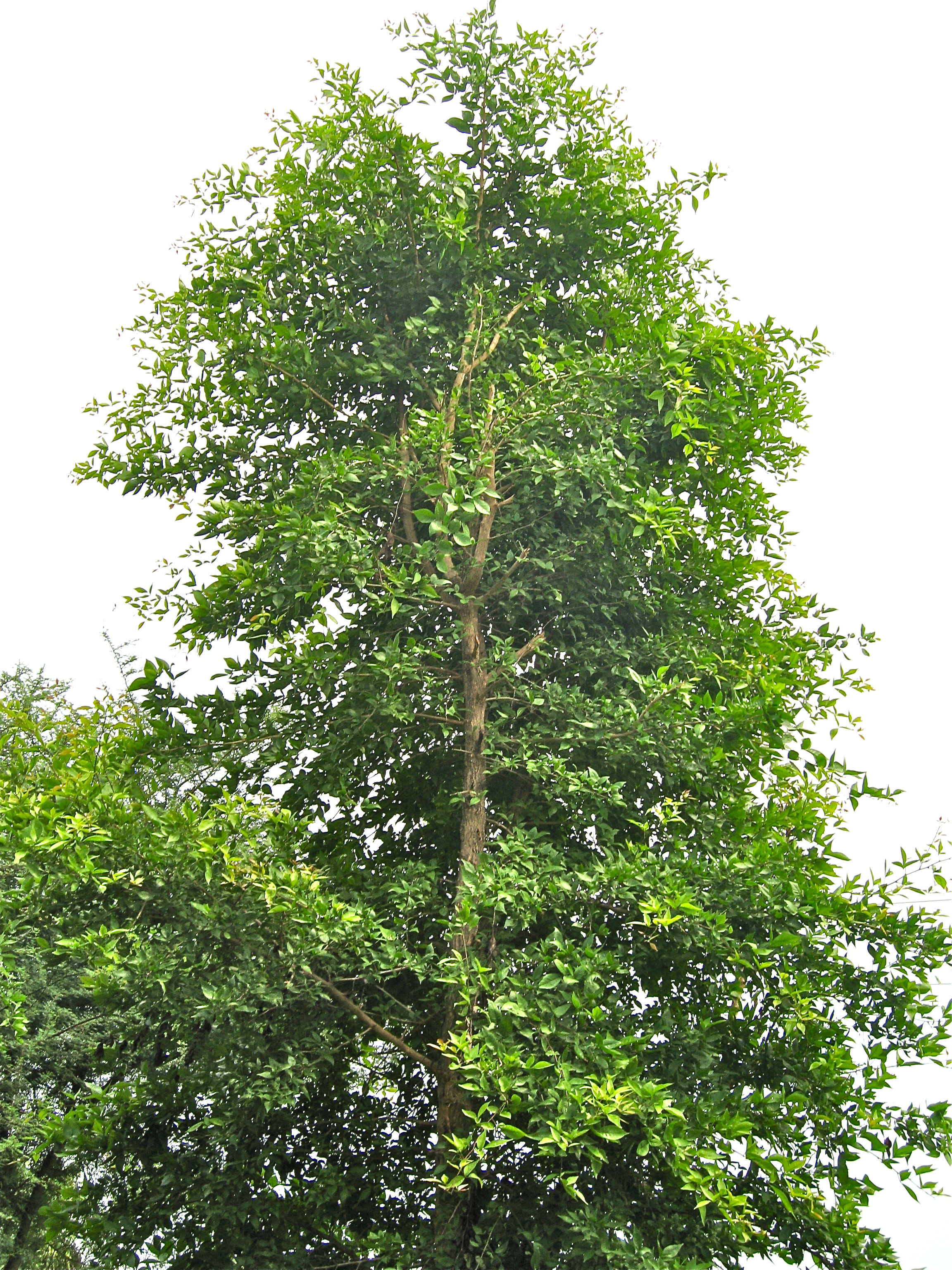
Vysoký strom v přírodě.
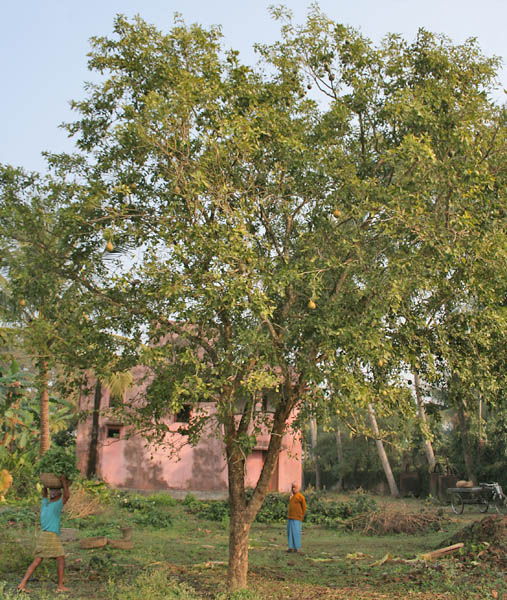
Nízký strom v sadě udržovaný řezem.
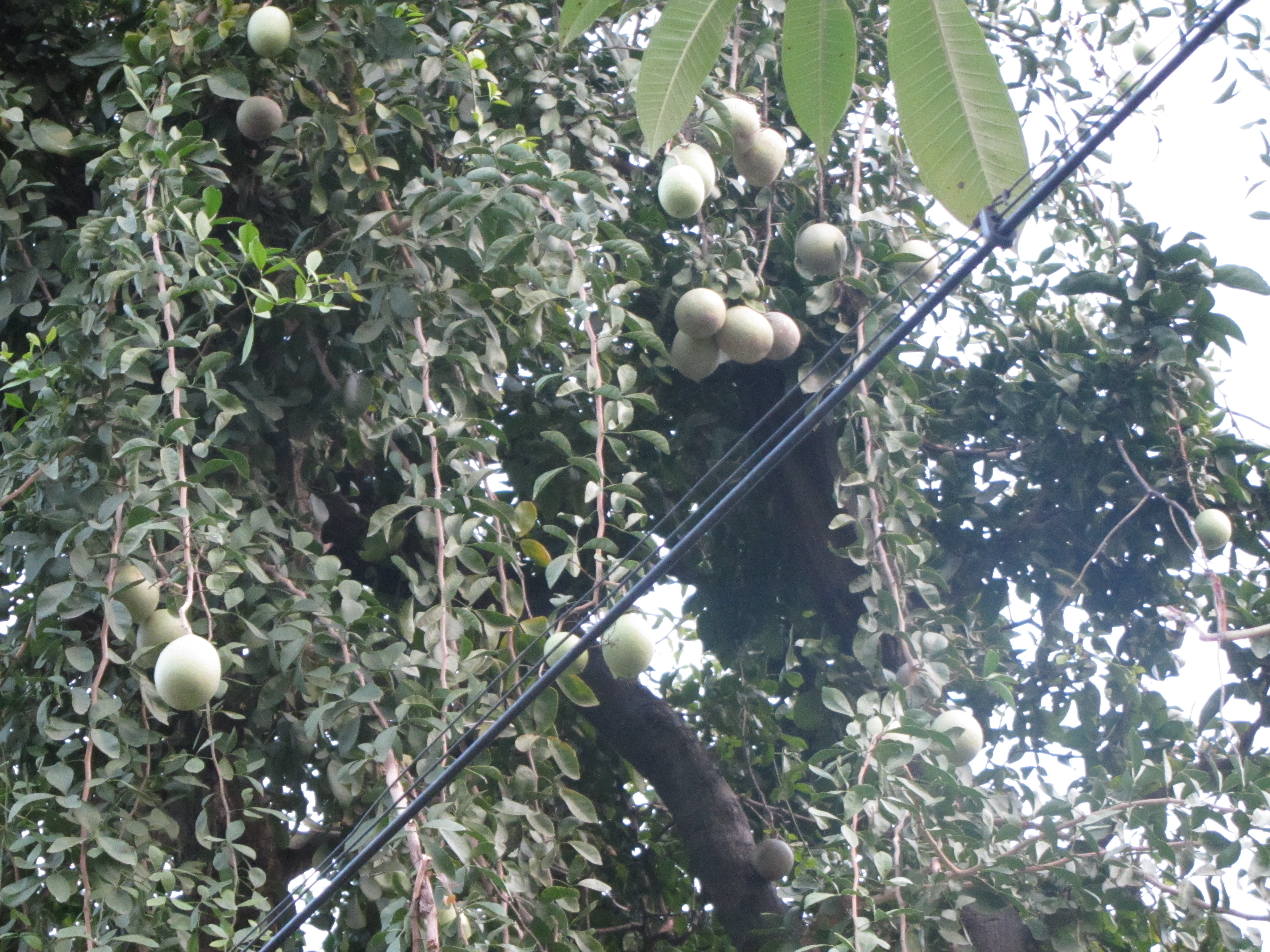
Větve s plody.
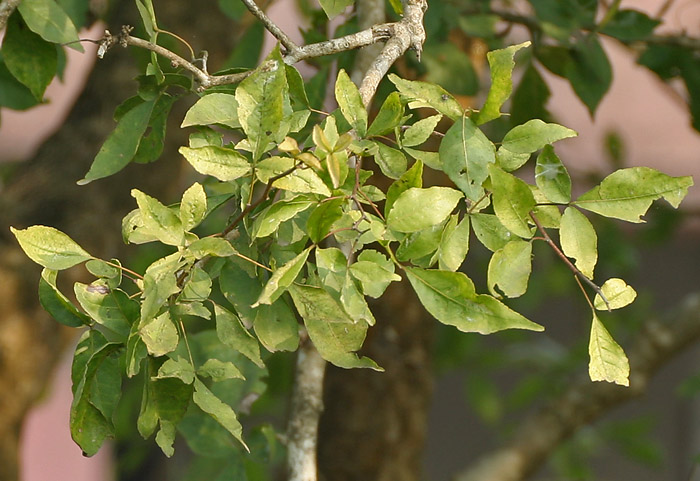
Větévka s listy.
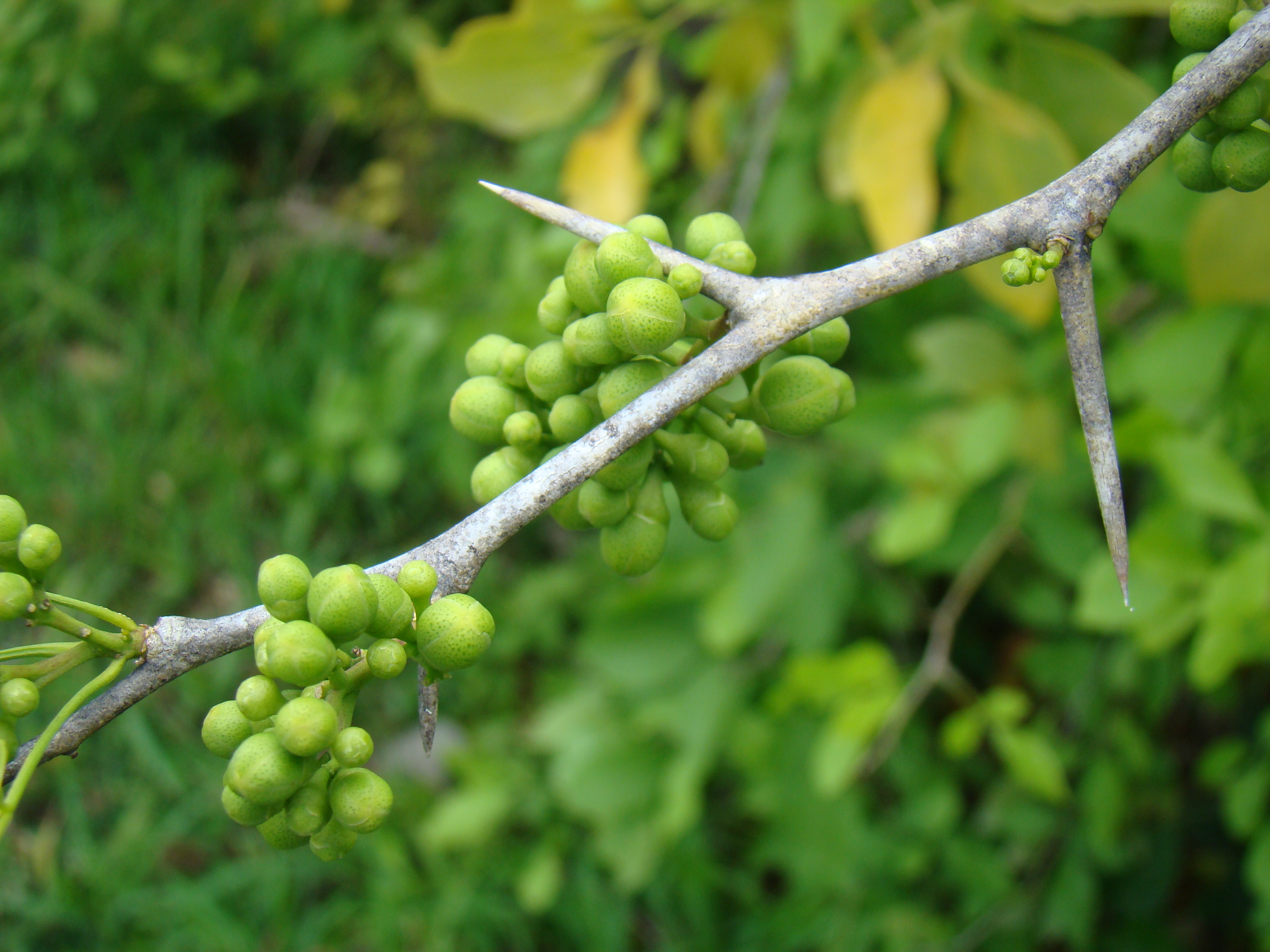
Větvička s poupaty.
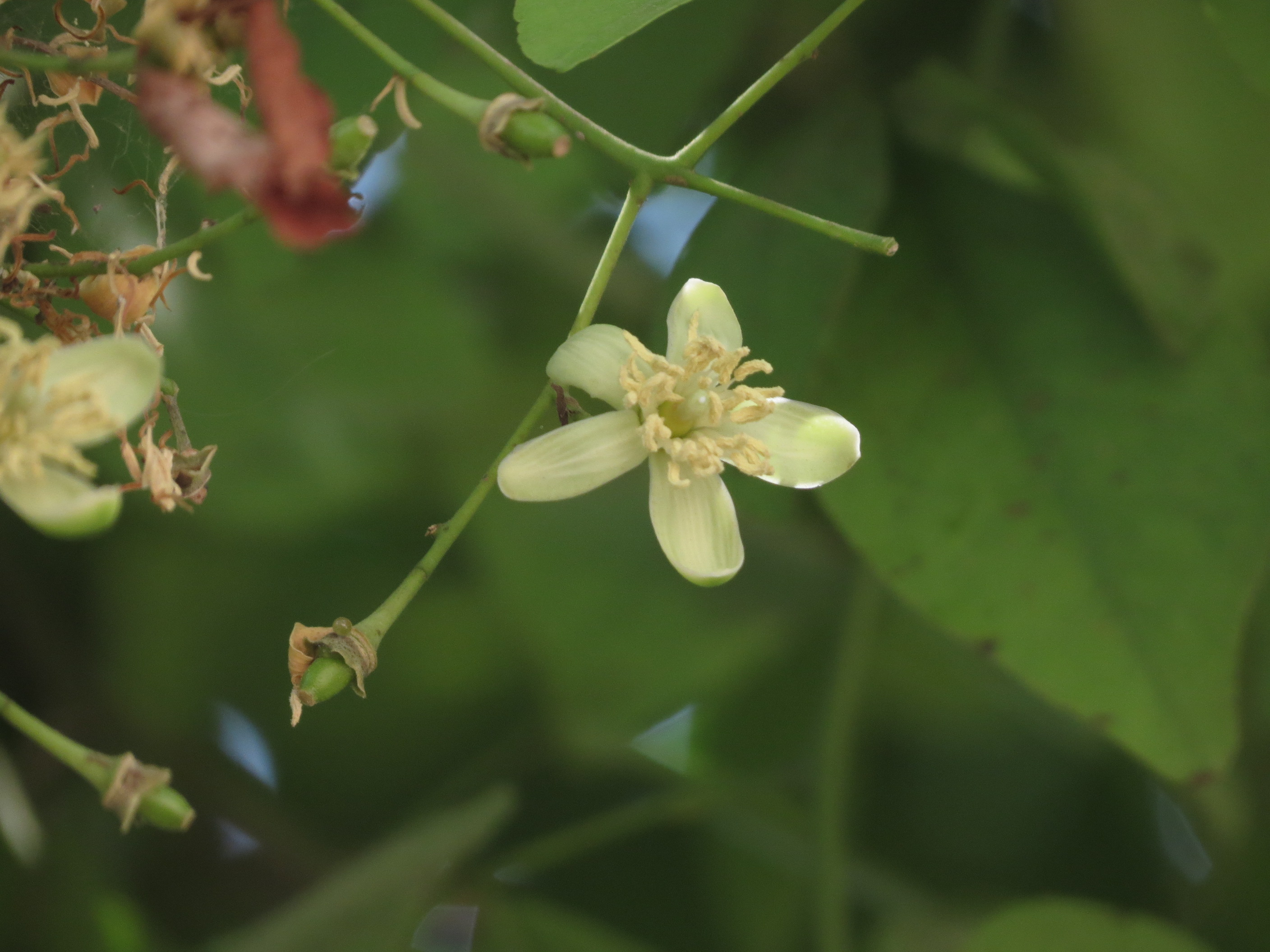
Květy.
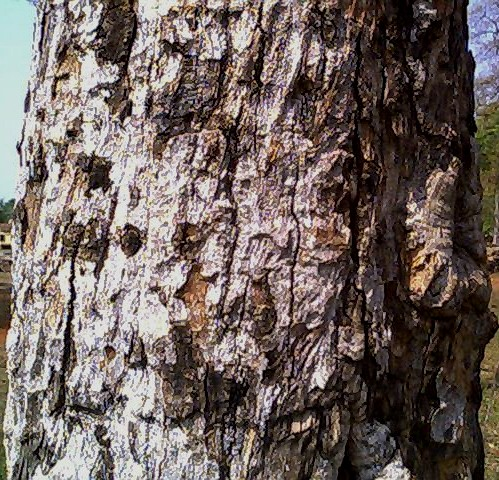
Borka.
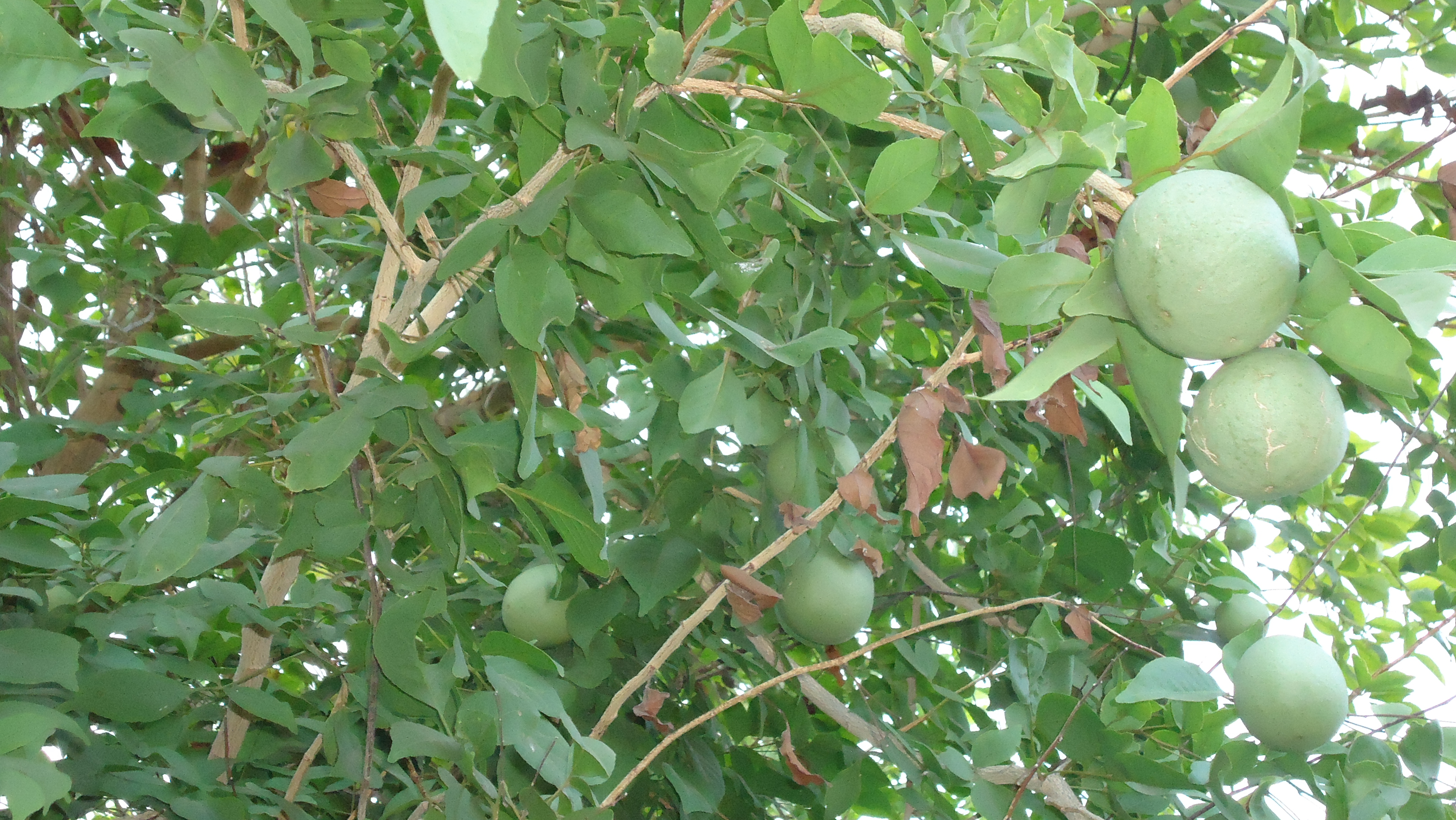
Nezralý plod.
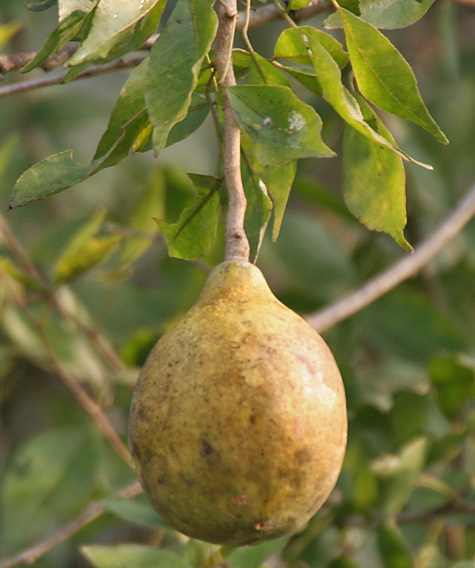
Zralý plod.
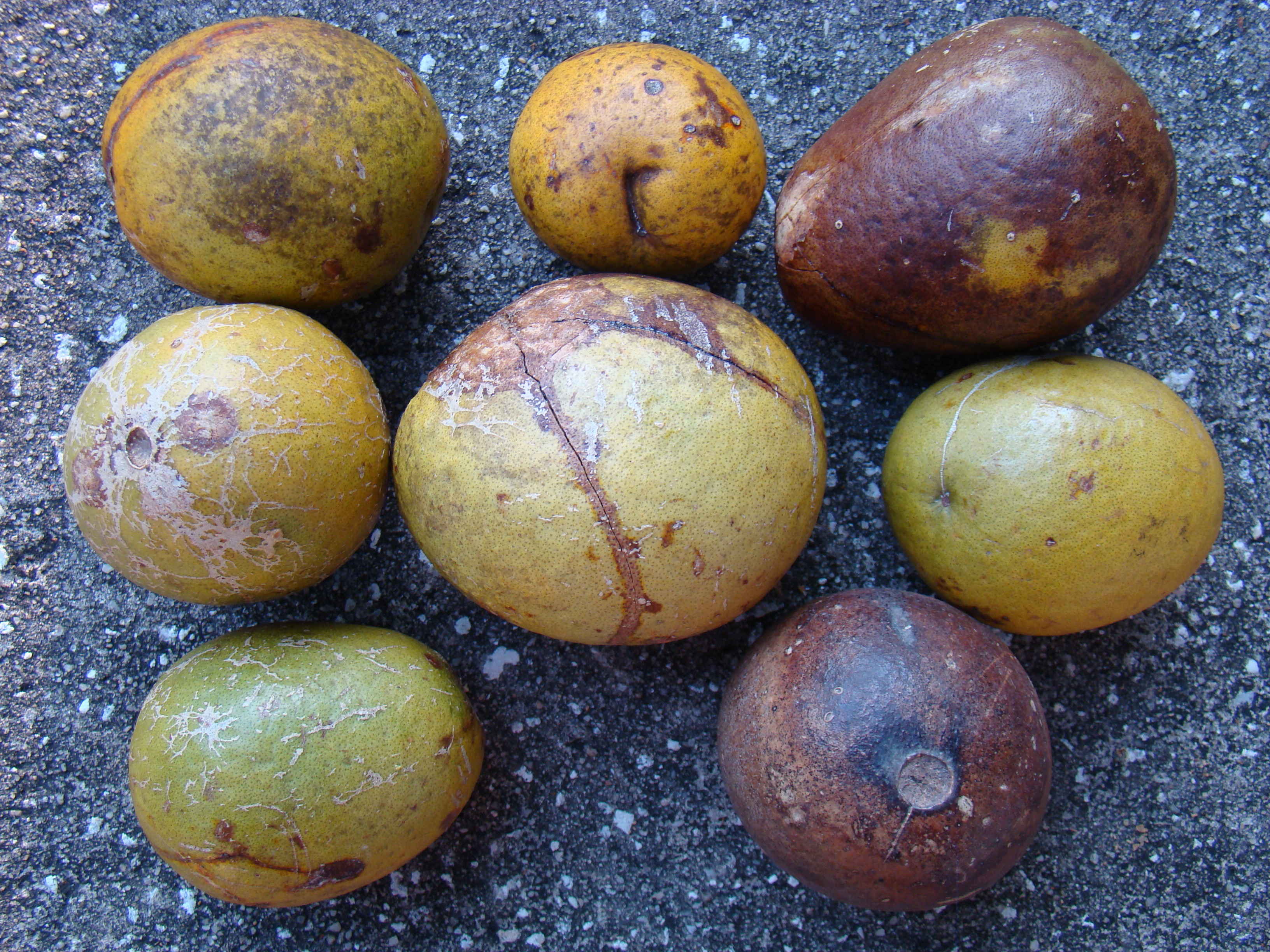
Plody v různém stupni zralosti.
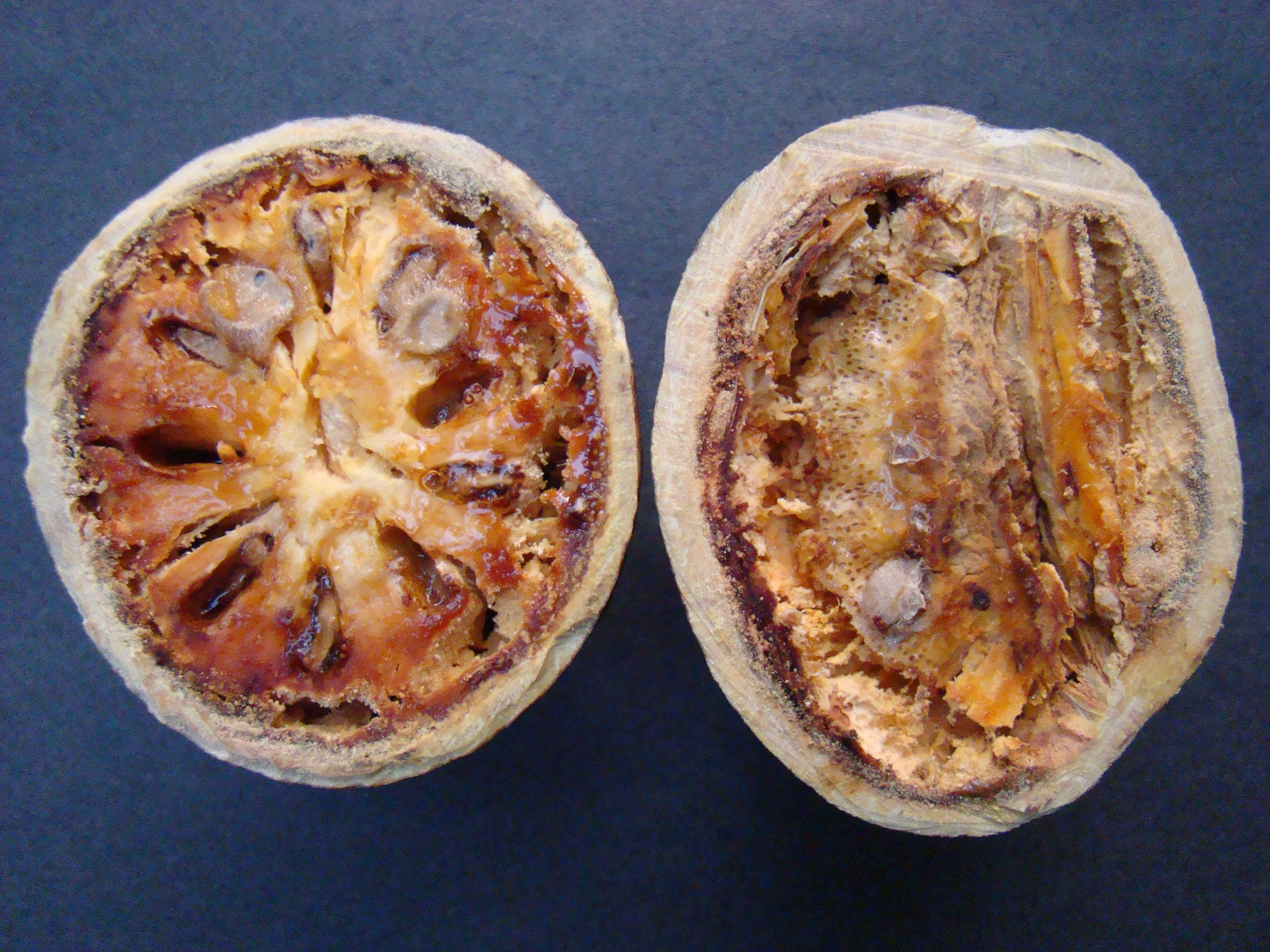
Řez plodem.
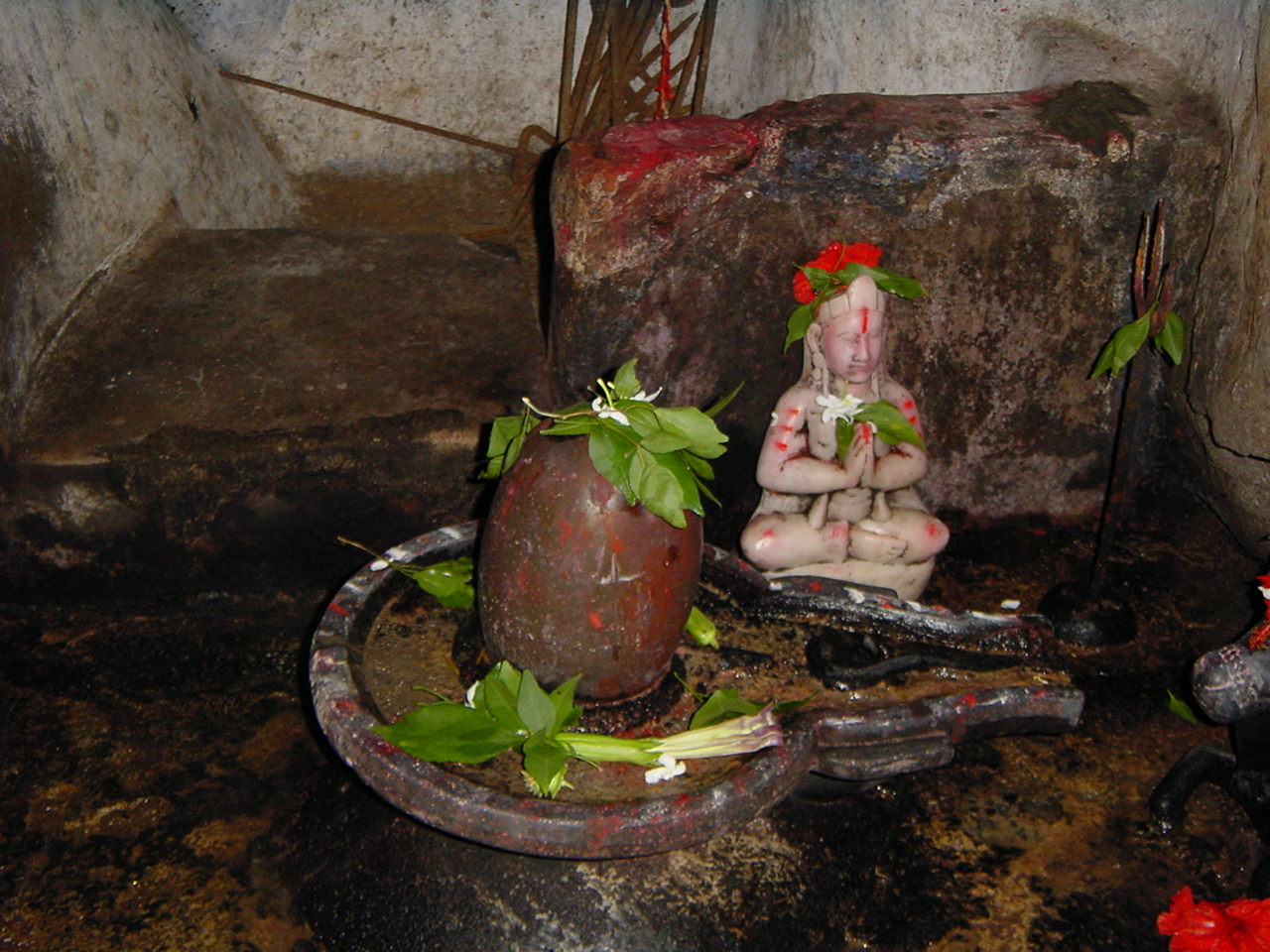
Šivův kult. Lingam ozdobený listy oslizáku.